# Onthophagus rutilans
Onthophagus rutilans là một loài bọ cánh cứng trong họ Bọ hung (Scarabaeidae).